# Laclo Północne

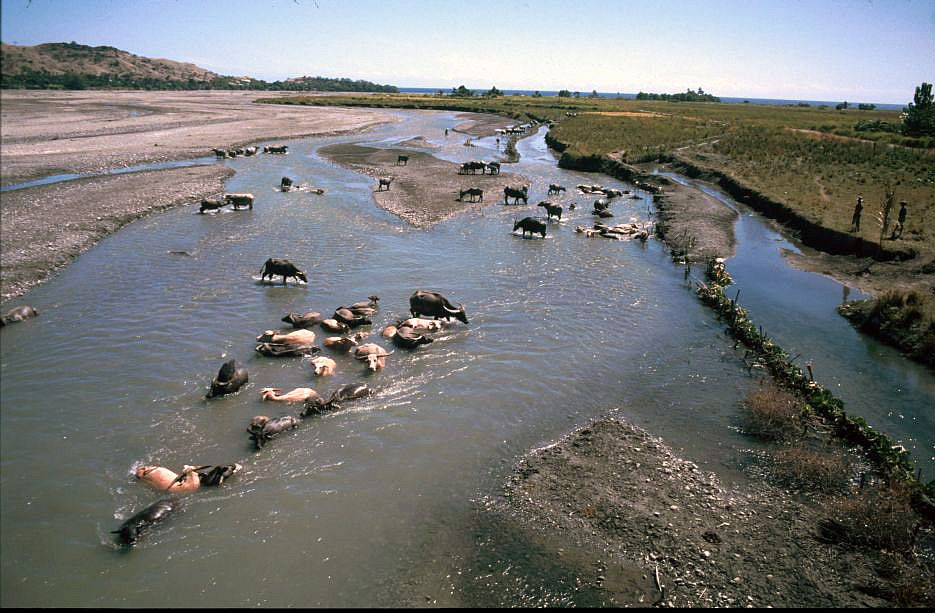
Laclo Północne

Laclo Północne (port. Lacló do Norte, tetum Ribeira de Lacló) – najdłuższa rzeka w Timorze Wschodnim. Liczy 80 kilometrów długości.
Wypływa w subdystrykcie Laclo dystryktu Manatuto. Płynie w kierunku północno-wschodnim do cieśniny Wetar. Wpada do morza niedaleko Manatuto między Ponta de Subaio a zatoką Lanessana.